# 세로네그로산

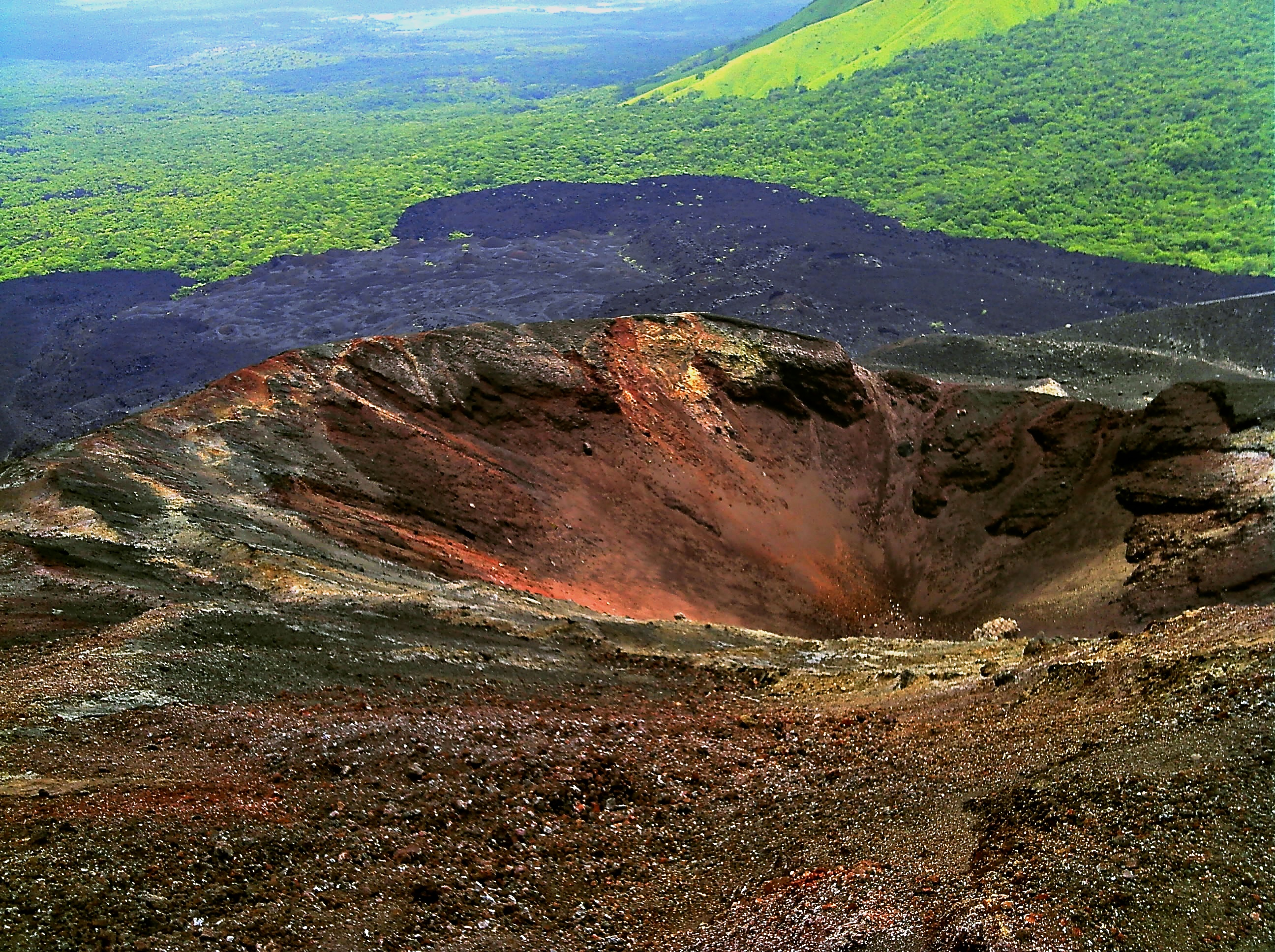

세로네그로산(Cerro Negro)은 니카라과에 있는 화산이다. 이 화산은 텔리카 화산 근처에 있으며, 분석구이다. 이 화산 정상에 올라가면 화산 가스가 나오는 푸마롤들이 있으며 꽤 미끄러워 보드를 타고 내려올 수 있다. 이 산에서는 사람이 탄 자전거의 속도가 무려 시속 160km에 달했다. 1995년의 분화 때에는 용암이 분출해 주변 지역을 모두 덮었다.